# معالجة مياه الصرف الصناعية
هناك العديد من استخدامات المياه في الصناعة، وفي معظم الحالات، تحتاج المياه المستخدمة أيضًا إلى معالجة لجعلها صالحة لإعادة استخدامها أو التخلص منها. غالبًا ما تحتاج المياه الخام التي تدخل إلى منشأة صناعية إلى معالجة لتلبية مواصفات الجودة الصارمة لاستخدامها في عمليات صناعية محددة. معالجة المياه الصناعية وسعت كل هذه الجوانب التي تشمل معالجة مياه الصرف الصناعية، مياه الغلايات المعالجة و مياه التبريد العلاج.

## نظرة عامة
تُستخدم معالجة المياه لتحسين معظم العمليات الصناعية القائمة على المياه، مثل التدفئة والتبريد والمعالجة والتنظيف والشطف بحيث أنّها تُقلل تكاليف التشغيل والمخاطر. تسمح معالجة المياه السيئة للماء بالتفاعل مع أسطح الأنابيب والأوعية التي تحتوي عليها. يمكن أن تتقشر المراجل البخارية أو تتآكل، وستعني هذه الرواسب الحاجة إلى مزيد من الوقود لتسخين نفس الكمية من الماء. يمكن أن تتوسع أبراج التبريد أيضًا وتتآكل، ولكن إذا تُركت دون معالجة، فإن المياه الدافئة والقذرة التي يمكن أن تحتويها ستشجع البكتيريا على النمو، وداء الفيالقة يمكن أن يسبب نتيجة مميتة. تُستخدم معالجة المياه أيضًا لتحسين جودة المياه التي تلامس المنتج المصنَّع مثل أشباه الموصلات و/أو يمكن أن تكون جزءًا من المنتج مثل المشروبات والأدوية وما إلى ذلك. في هذه الحالات، يمكن أن تتسبب معالجة المياه السيئة في حدوث عيوب في المنتجات.
في كثير من الحالات، يمكن أن تكون المياه المتدفقة من إحدى العمليات مناسبة لإعادة استخدامها في عملية أخرى إذا أعطيت معالجة مناسبة. يمكن أن يقلل ذلك من التكاليف عن طريق خفض رسوم استهلاك المياه، وتقليل تكاليف التخلص من النفايات السائلة بسبب انخفاض الحجم وانخفاض تكاليف الطاقة بسبب استعادة الحرارة في مياه الصرف الصحي المعاد تدويرها.

## الأهداف
تسعى معالجة المياه الصناعية إلى إدارة أربعة مجالات رئيسية للمشكلة: التحجيم، والتآكل، والنشاط الميكروبيولوجي والتخلص من مياه الصرف المتبقية. لا تعاني الغلايات من مشاكل كثيرة مع الميكروبات لأن درجات الحرارة المرتفعة تمنع نموها.
يحدث التقشر عندما تتسبب ظروف الكيمياء ودرجة الحرارة في ترسب الأملاح المعدنية الذائبة في الماء وتشكيل رواسب صلبة. يمكن أن تكون متحركة، مثل الطمي الناعم، أو يمكن أن تتراكم في طبقات على الأسطح المعدنية للأنظمة. يمثل المقياس مشكلة لأنه يعزل ويصبح التبادل الحراري أقل كفاءة مع زيادة سماكة المقياس، مما يؤدي إلى إهدار الطاقة. يعمل المقياس أيضًا على تقليص عرض الأنابيب وبالتالي زيادة الطاقة المستخدمة في ضخ المياه عبر الأنابيب.
يحدث التآكل عندما يتأكسد المعدن الأصلي (مثل صدأ الحديد، على سبيل المثال) وتتعرض سلامة معدات المصنع للخطر بشكل تدريجي. يمكن أن تتسبب منتجات التآكل في حدوث مشكلات مماثلة في الحجم، ولكن يمكن أن يؤدي التآكل أيضًا إلى تسرب، والذي يمكن أن يؤدي في نظام مضغوط إلى فشل كارثي.
يمكن أن تعيش الميكروبات في مياه التبريد غير المعالجة، والتي تكون دافئة ومليئة بالمغذيات العضوية في بعض الأحيان لأن أبراج التبريد الرطبة هي أجهزة تنقية هواء فعالة للغاية. الغبار والذباب، والعشب، والجراثيم الفطرية، وغيرهم جمع في الماء، وخلق نوع من «حساء الميكروبي» إن لم يكن تعامل مع المبيدات. تم تتبع العديد من حالات تفشي داء الفيالقة القاتل إلى أبراج التبريد غير المدارة، وقد وضعت المملكة المتحدة إرشادات صارمة للصحة والسلامة فيما يتعلق بعمليات أبراج التبريد لسنوات عديدة كما فعلت الوكالات الحكومية في البلدان الأخرى.
بعض العمليات مثل دباغة وصناعة الورق المعادن الثقيلة. على الرغم من استخدام أحدث ما ولكن بعض بقايا كمية ويحصل حمل مع الماء. يعد وجود مياه الشرب سامًا عند استهلاكها، لذا يجب إزالة أصغر كمية منه.

## التخلص من مخلفات المخلفات الصناعية
يعتبر التخلص من المياه العادمة المتبقية  من مصنع صناعي مشكلة صعبة ومكلفة. تمتلك معظم مصافي البترول والمصانع الكيماوية والبتروكيماوية مرافق في الموقع لمعالجة مياه الصرف الصحي بحيث تتوافق تركيزات الملوثات في المياه العادمة المعالجة مع اللوائح المحلية و/أو الوطنية المتعلقة بالتخلص من مياه الصرف الصحي في محطات معالجة مياه الصرف الصحي أو في الأنهار أو البحيرات أو المحيطات.

## التقنيات
أثرت التطورات في تكنولوجيا معالجة المياه على جميع مجالات معالجة المياه الصناعية. على الرغم من استخدام الترشيح الميكانيكي، مثل التناضح العكسي، على نطاق واسع لتصفية الملوثات، فإن التقنيات الأخرى بما في ذلك استخدام مولدات الأوزون، وتبخر مياه الصرف الصحي، والتأين الكهربائي، والمعالجة البيولوجية قادرة أيضًا على مواجهة تحديات معالجة المياه الصناعية.
معالجة الأوزون هي عملية يتم فيها حقن غاز الأوزون في مجاري النفايات كوسيلة لتقليل أو القضاء على الحاجة إلى المواد الكيميائية أو المطهرات لمعالجة المياه التي قد تكون خطرة، بما في ذلك الكلور.

### الأشعة فوق البنفسجية
كانت تقنية التطهير بالأشعة فوق البنفسجية (UV) تقنية شائعة لمعالجة المياه في العقدين الماضيين نظرًا لقدرتها على توفير مياه مطهرة دون استخدام مواد كيميائية ضارة. يمثل جزء UV-C أطوال موجية من 200 نانومتر إلى 280 نانومتر والتي تستخدم للتطهير. تخترق فوتونات الأشعة فوق البنفسجية - ج الخلايا وتتلف الحمض النووي ، مما يجعلها غير قادرة على التكاثر، أو غير نشطة من الناحية الميكروبيولوجية.

### تكنولوجيا معالجة المياه
مياه العملية هي المياه التي تستخدم في مجموعة متنوعة من عمليات التصنيع، مثل: الطلاء والطلاء ؛ الشطف والرش. الغسيل، إلخ. غالبًا ما تحتوي المياه البلدية والجوفية على معادن مذابة مما يجعلها غير مناسبة لهذه العمليات لأنها قد تؤثر على جودة المنتج و/أو تزيد من تكاليف التصنيع. يمكن لنظام معالجة المياه الوارد المناسب معالجة هذه المشكلات وخلق الظروف المائية المناسبة لعمليات صناعية محددة.